# Campylium uninervium
Campylium uninervium là một loài rêu trong họ Amblystegiaceae. Loài này được Müll. Hal. mô tả khoa học đầu tiên năm 1896.